# Donald A. Wollheim

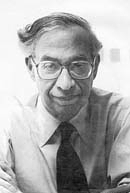
Donald A. Wollheim (1983)

Donald Allen Wollheim, Pseudonym David Grinnell (* 1. Oktober 1914 in New York City; † 2. November 1990 ebenda) war ein US-amerikanischer Science-Fiction-Autor und -Herausgeber.

## Leben
Wollheim veröffentlichte seine erste Geschichte The Man from Ariel im Jahr 1934 bei Wonder Stories, begann aber erst in den 1940ern, regelmäßig Science-Fiction zu veröffentlichen. Als er das vereinbarte Honorar von Hugo Gernsback nicht pünktlich überwiesen bekam, tat er sich mit anderen Autoren zusammen und verklagte den berühmten Herausgeber erfolgreich. Wollheim organisierte die erste große Convention der Geschichte 1936 in Philadelphia und gründete sowohl die Fantasy Amateur Press Association (FAPA) als auch die Futurians, zu dessen Mitgliedern beispielsweise Frederik Pohl, Cyril M. Kornbluth, Damon Knight, Isaac Asimov und Judith Merril zählten. Wollheim selbst schrieb zahlreiche Erzählungen und einige Romane. 1941 wurde er Herausgeber der Heftreihen Cosmic Stories und Stirring Science Stories, in denen er viele Werke von befreundeten Futurians veröffentlichte.
Er gab 1943 die erste Storysammlung heraus, die den Begriff 'Science Fiction' im Namen führte, begründete mehrere langjährig existierende Anthologie-Reihen und gab 1945 die ersten Hardcover-Anthologien heraus. In dem von 1947 bis 1952 in achtzehn Bänden publizierten Avon Fantasy Reader druckte er die seiner Meinung nach besten Stories aus dem Magazin Weird Tales nach.
1952 war Wollheim Mitbegründer von Ace Books, für den er 1964 den Hugo Award entgegennahm. Er erfand die Ace Doubles, bei denen ein Nachdruck eines bekannten und erfolgreichen Buches Rücken an Rücken mit einer Neuerscheinung eines neuen Autors zusammengebunden erschien. Auf diese Art baute er zahlreiche bis dato unbekannte Namen auf: Robert Silverberg, Marion Zimmer Bradley, Poul Anderson, Samuel R. Delany, Thomas Burnett Swann, John Brunner, Avram Davidson, A. Bertram Chandler, A. E. van Vogt, Philip K. Dick, Ursula K. Le Guin, Fritz Leiber, Raphael Aloysius Lafferty, Roger Zelazny, Gordon R. Dickson und Andre Norton.
Außerdem brachte Wollheim – vom Autor nicht autorisiert – eine Paperbackausgabe von Der Herr der Ringe von J. R. R. Tolkien heraus, weil Tolkien ihm auf seine Anfrage hin 1964 geantwortet hatte, er wünsche keine Ausgabe seines Werkes in derart degenerierter Form. Diese Zurückweisung ärgerte Wollheim derart, dass er nach einem Schlupfloch in den Urheberrechten daran suchte. Tatsächlich waren die Taschenbuchrechte für die USA nicht eindeutig geregelt. Wollheim schloss daraus, die Rechte für die Staaten seien frei und legte mit dem, was später als Raubdruck bezeichnet wurde, die Grundlage für den immensen Erfolg des Buches in den USA. Als der Druck vonseiten der Leser und Autoren zu groß wurde, schloss Ace Books einen Vergleich mit dem Autor und verzichtete auf weitere Nachdrucke.
1971 gründete er zusammen mit seiner Frau Elsie B. Wollheim seinen eigenen Verlag DAW (nach seinen Initialen) und publizierte dort sehr erfolgreich über Jahrzehnte. Neben denen, die ihm von Ace Books in den neuen Verlag gefolgt waren, entdeckte Wollheim im Lauf der Jahre Caroline Janice Cherryh, Tanith Lee, Tad Williams, Michael Moorcock, Brian Stableford, Jennifer Roberson, E. C. Tubb und Barrington J. Bayley bzw. half ihnen, auch außerhalb Großbritanniens in den USA Fuß zu fassen. Darüber hinaus brachte er auch Science-Fiction aus dem nicht-englischsprachigen Raum heraus, etwa die Gebrüder Strugatzki, Wolfgang Jeschke, Herbert W. Franke, Gerard Klein oder Pierre Barbet. 1981 gewann er den World Fantasy Award für sein DAW in der Kategorie Special - Pro. 1986 erhielt er ihn in der Kategorie Convention Award wieder.
Erst 1985 übergab er die Chefredaktion an seine Tochter, war aber trotz eines Schlaganfalls 1988 bis zu seinem Lebensende in die Verlagsarbeit als Berater eingebunden.

## Auszeichnungen
- 1972: Locus Award für die Anthologie World's Best Science Fiction: 1971
- 1975: First Fandom Hall of Fame Award
- 1975: Worldcon Special Convention Award für „den Fan, der alles gemacht hat“
- 1980: Milford Award für das Lebenswerk
- 1981: World Fantasy Award, Spezialpreis für DAW
- 1984: British Fantasy Award, Spezialpreis
- 1986: World Fantasy Award, Spezialpreis
- 1987: Forry Award für das Lebenswerk
- 2002: Aufnahme in die Science Fiction Hall of Fame (postum)
- 2010: Solstice Award bei den SFWA Awards für das Lebenswerk

## Bibliografie
Die Serien sind nach dem Erscheinungsjahr des ersten Teils geordnet.
Wird bei Kurzgeschichten als Quelle nur Titel und Jahr angegeben, so findet sich die vollständige Angabe bei der entsprechenden Sammelausgabe.
Ajax Calkins
- 1 Pogo Planet (1941, Kurzgeschichte, als Martin Pearson)
- 2 Destiny World (1941, Kurzgeschichte, als Martin Pearson)
- 3 Mye Day (1942, Kurzgeschichte, als Martin Pearson)
- 4 Ajax of Ajax (1942, Kurzgeschichte, als auch Martin Pearson)
- Destiny's Orbit (1961, auch als David Grinnell)
  - Deutsch: König der Asteroiden. Übersetzt von Heinz Zwack. Moewig (Terra #243), 1962. Auch als: König der Asteroiden. Pabel-Moewig (Terra Astra #482), 1980.
- Destination: Saturn (1967, mit Lin Carter, als David Grinnell)

Mike Mars (Jugendreihe)
- 1 Mike Mars, Astronaut (1961)
  - Deutsch: Das Raumkommando : Astronaut Mike Mars. Übersetzt von Heinz Zwack. Engelbert-Verlag, Balve 1966.
- 2 Mike Mars Flies the X-15 (1961)
  - Deutsch: Astronaut Mike Mars fliegt die X-15. Übersetzt von Heinz Zwack. Engelbert-Verlag, Balve 1966.
- 3 Mike Mars at Cape Canaveral (1961, auch als Mike Mars at Cape Kennedy, 1966)
  - Deutsch: Astronaut Mike Mars auf Kap Kennedy. Übersetzt von Heinz Zwack. Engelbert-Verlag, Balve 1967.
- 4 Mike Mars in Orbit (1961)
  - Deutsch: Astronaut Mike Mars in Orbit. Übersetzt von Heinz Zwack. Engelbert-Verlag, Balve 1967.
- 5 Mike Mars Flies the Dyna-Soar (1962)
  - Deutsch: Astronaut Mike Mars, Retter im All. Übersetzt von Heinrich Gottwald. Engelbert-Verlag, Balve 1968.
- 6 Mike Mars, South Pole Spaceman (1962)
- 7 Mike Mars and the Mystery Satellite (1963)
  - Deutsch: Astronaut Mike Mars und der unbekannte Satellit. Übersetzt von Heinrich Gottwald. Engelbert-Verlag, Balve 1968.
- 8 Mike Mars Around the Moon (1964)
  - Deutsch: Astronaut Mike Mars, Flug zum Mond. Übersetzt von Heinrich Gottwald. Engelbert-Verlag, Balve 1969.

Romane
- The Secret of Saturn's Rings (1954)
  - Deutsch: Das Geheimnis der Saturnringe. Pabel (Utopia Grossband #45), 1956.
- Secret of the Martian Moons (1955)
- One Against the Moon (1956)
  - Deutsch: Robinsons Nachkomme. Pabel (Utopia Zukunftsroman #454), 1965.
- Across Time (1957, auch als David Grinnell)
  - Deutsch: Entscheidung. Widukind / Gebrüder Zimmermann (Widukind Fantasy Crime), 1959. AUch als: Moewig (Terra #174), 1961.
- Edge of Time (1958, auch als David Grinnell)
  - Deutsch: Projekt Mikrokosmos. Moewig (Terra Sonderband #33), 1960. Auch als: Projekt Mikrokosmos. Übersetzt von Horst Hoffmann. Pabel-Moewig (Terra Astra #340), 1978.
- The Martian Missile (1959, auch als David Grinnell)
  - Deutsch: Das Ding vom Mars. Moewig (Terra #165), 1961. Auch als: Das Ding vom Mars. Pabel (Utopia Classics #25), 1981.
- The Secret of the Ninth Planet (1959)
  - Deutsch: Das Geheimnis des neunten Planeten : ein Weltraumroman. Übersetzt von Tilla Schlenk. Tosa, Wien 1968.
- To Venus! To Venus! (1970, auch als David Grinnell)
  - Deutsch: Tod auf der Venus. Pabel (Terra Taschenbuch #254), 1975.

Sammlungen
- Two Dozen Dragon Eggs (1969)
  - Deutsch: Wie weit ist es nach Babylon? Übersetzt von Tony Westermayr. Goldmanns Weltraum-Taschenbücher #0135, 1972, ISBN 3-442-23135-3.
- The Men from Ariel (1982)
- Up There and Other Strange Directions (1988)
- Donald A. Wollheim: Science Fiction Collection (2016)

Kurzgeschichten
- The Man from Ariel (1934)
- The Space Lens (1935, als Millard Verne Gordon)
- Umbriel (1936)
- The Outpost at Altark (1940, als Robert W. Lowndes)
- Castaway (1940)
- The Planet That Time Forgot (1940)
- The Haters (1940)
- Cosmos Eye (1941, als Martin Pearson)
- The World on the Edge of the Universe (1941, als Martin Pearson)
- Bones (1941)
- Strange Return (1941, als Lawrence Woods)
- Purple Dandelions (1941, als Millard Verne Gordon)
- The Man from the Future (1941)
- The Martians Are Coming (1941, mit C. M. Kornbluth und Robert A. W. Lowndes)
- The Planet of Illusion (1941, als Millard V. Gordon)
- !!! (1941, als X)
- Black Flames (1941, mit Robert A. W. Lowndes, als Lawrence Woods, auch als The Thought Monsters)
- Blueprint (1941)
- Cosmophobia (1941, als Millard Verne Gordon)
- Earth Does Not Reply (1941) with John B. Michel [only as by Lawrence Woods]
- The Colossus of Maia (1941, mit Robert A. W. Lowndes, als Lawrence Woods)
- A Million Years and a Day (1941, als Lawrence Woods)
- Revolving World (1941, als Millard Verne Gordon)
- The Hat (1941)
- Baby Dreams (1941, als Allen Warland)
- Bomb (1942, als Millard Verne Gordon)
- Planet Passage (1942, auch als Martin Pearson)
  - Deutsch: Letzte Rettung. In: Walter Ernsting (Hrsg.): Utopia Science Fiction Magazin, #7. Pabel, 1957.
- Saknarth (1942, als Millard Verne Gordon)
- The Hidden Conflict (1942, als Martin Pearson)
- The Planet Called Aquella (1942, auch als Martin Pearson, auch als Aquella)
- All Out (1942)
- The Growing Terror (1942)
- The Drums of Reig Rawan (1942)
- Blind Flight (1942, als Millard Verne Gordon)
- The Embassy (1942, als Martin Pearson)
- The Unfinished City (1942, auch als Martin Pearson, auch als The God of Oo, als Allen Warland)
- The World in Balance (1942, als Millard Verne Gordon)
- Up There (1942, auch als Martin Pearson)
- Nothing (1942, als Martin Pearson)
- Storm Warning (1942, auch als Millard Verne Gordon)
  - Deutsch: Sturmwarnung. In: Wie weit ist es nach Babylon? 1972.
- Mimic (1942, auch als Martin Pearson)
  - Deutsch: Mimik. In: Wie weit ist es nach Babylon? 1972. Auch als: Mimikry. In: Isaac Asimov, Martin H. Greenberg (Hrsg.): Die besten Stories von 1942. Moewig (Playboy Science Fiction #6717), 1981, ISBN 3-8118-6717-2.
- The Coming of the Comet (1942)
- The Key to the Black Planet (1942, als Martin Pearson)
- The Oomph Beasts (1942, auch als Millard Verne Gordon)
- The Second Satellite (1943, als Martin Pearson)
- The Millionth Year (1943, auch als Martin Pearson)
  - Deutsch: Das millionste Jahr. In: Sternenstaub. 1962.
- The Booklings (1943)
- The Unholy Glass (1943, als Millard Verne Gordon)
- Still Life (1945)
- Top Secret (1948, auch als David Grinnell)
  - Deutsch: Nicht von dieser Welt. In: Walter Ernsting (Hrsg.): Utopia Science Fiction Magazin, #4. Pabel, 1956. Auch als: Top Secret. In: Wie weit ist es nach Babylon? 1972.
- Pallas Rebellion (1950, als W. Malcolm White)
- War of the Marsh-Men (1950, als W. Malcolm White)
- Extending the Holdings (1951, auch als David Grinnell)
  - Deutsch: Erweiterung des Lebensraumes. In: Wie weit ist es nach Babylon? 1972.
- Private World (1951, als Martin Pearson)
- The Rag Thing (1951, auch als David Grinnell)
  - Deutsch: Der lebende Lumpen. In: Wie weit ist es nach Babylon? 1972. Auch als: Das Ding. In: Terry Carr, Martin Harry Greenberg (Hrsg.): Traumreich der Magie: Höhepunkte der modernen Fantasy. Heyne Science Fiction & Fantasy #4254, 1985, ISBN 3-453-31262-7.
- Colt Cash Cache (1952)
- Signpost in the Sky (1952, als W. Malcolm White)
- Malice Aforethought (1952, als David Grinnell)
  - Deutsch: Mit Vorbedacht. In: Wie weit ist es nach Babylon? 1972.
- Shoo, Fly! (1953, auch als W. Malcolm White)
  - Deutsch: Die Fliegenklappe. In: Wie weit ist es nach Babylon? 1972. Auch als: Die Fliegenklappe. In: Michael Görden (Hrsg.): Die Zukunft spinnt. Goldmann Science Fiction #23499, 1987, ISBN 3-442-23499-9.
- The Mask of Demeter (1953, mit C. M. Kornbluth, auch als Cecil Corwin und Martin Pearson)
- Disguise (1953)
  - Deutsch: Der verkleidete Besucher. In: Wie weit ist es nach Babylon? 1972.
- Road to Rome (1953, auch als David Grinnell)
  - Deutsch: Lieferung für Rom. In: Wie weit ist es nach Babylon? 1972. Auch als: Der Mann von Rom. In: Walter Spiegl (Hrsg.): Science-Fiction-Stories 72. Ullstein 2000 #144 (3487), 1978, ISBN 3-548-03487-X.
- No Greater Glory (1953, als W. Malcolm White)
- Asteroid 745: Mauritia (1953, als Martin Pearson)
- Ganymede House (1953, als David Grinnell)
  - Deutsch: Das Souvenir. In: Wie weit ist es nach Babylon? 1972.
- The Poetess and the 21 Grey-Haired Cadavers (1953, auch als W. Malcolm White)
  - Deutsch: Besuch aus der Konservenwelt. In: Wie weit ist es nach Babylon? 1972.
- The Lysenko Maze (1953, auch als David Grinnell)
  - Deutsch: Die blaue Maus. In: Wie weit ist es nach Babylon? 1972.
- Last Stand of a Space Grenadier (1954, als David Grinnell)
  - Deutsch: Auftrag für die Weltraumgrenadiere. In: Wie weit ist es nach Babylon? 1972.
- Observation Platform (1957, als Martin Pearson)
- This Year and No Other (1960, als David Grinnell)
- How Many Miles to Babylon? (1963)
  - Deutsch: Wie weit ist es nach Babylon?. In: Wie weit ist es nach Babylon? 1972.
- The Hook (1963)
- Babylon: 70 M. (1963)
- Doorslammer (1963)
  - Deutsch: Das Mädchen vom Lande. In: Wie weit ist es nach Babylon? 1972.
- The Feminine Fraction (1964, als David Grinnell)
  - Deutsch: Der weibliche Teil. In: Wie weit ist es nach Babylon? 1972.
- The Garrison (1965, als David Grinnell)
  - Deutsch: Die Festung. In: Wie weit ist es nach Babylon? 1972.
- An Advance Post in the War Between the Sexes (1969)
  - Deutsch: Kampf der Geschlechter. In: Wie weit ist es nach Babylon? 1972.
- Ein Blick in Die Zukunft (1969)
  - Deutsch: Ein Blick in die Zukunft. In: Wie weit ist es nach Babylon? 1972. Auch als: Ein Blick in die Zukunft. In: Michael Görden (Hrsg.): Die Zukunft spinnt. Goldmann Science Fiction #23499, 1987, ISBN 3-442-23499-9.
- Give Her Hell (1969)
  - Deutsch: Zur Hölle mit ihr! In: Wie weit ist es nach Babylon? 1972.
- Landragon (1969)
  - Deutsch: Der Großdrache von Landragon. In: Wie weit ist es nach Babylon? 1972.
- Santa Rides a Saucer (1969)
  - Deutsch: Der Weihnachtsmann vom anderen Stern. In: Wie weit ist es nach Babylon? 1972.
- The Egg from Alpha Centauri (1969)
  - Deutsch: Das Ei von Alpha Centauri. In: Wie weit ist es nach Babylon? 1972.
- Web Sixty-Four (1969)
  - Deutsch: Verirrt im Unendlichen. In: Wie weit ist es nach Babylon? 1972.
- The Horror Out of Lovecraft (1969)
- Miss McWhortle's Weird (1970)
- The Rules of the Game (1973)
- Great Gog's Grave (1981, mit Forrest J. Ackerman)
- Ishkabab (1982)
- The Lost Poe (1982)
- Who's There (1982)
- Interplane Express (1988, mit C. M. Kornbluth)

Anthologien (als Herausgeber)
- The Pocket Book of Science-Fiction (1943)
- The Girl with the Hungry Eyes, and Other Stories (1949)
- Flight Into Space (1950)
- Every Boy's Book of Science Fiction (1951)
- Prize Science Fiction (1953, auch als Prize Stories of Space and Time)
- The Ultimate Invader and Other Science-Fiction (1954)
- Adventures in the Far Future (1954)
  - Deutsch: Sternenstaub. Moewig (Terra Sonderband #56), 1962.
- Tales of Outer Space (1954)
- Adventures on Other Planets (1955)
  - Deutsch: Auf fernen Planeten. Moewig (Terra #344), 1964. Auch als: Science-Fiction-Stories 26. Ullstein 2000 #47 (2967), 1973, ISBN 3-548-02967-1.
- Terror in the Modern Vein (1955)
- The End of the World (1956)
  - Deutsch: Der letzte Mensch. Moewig (Terra #271), 1963. Auch als: Science-Fiction-Stories 28. Ullstein 2000 #51 (2980), 1973, ISBN 3-548-02980-9.
- The Earth in Peril (1957)
  - Deutsch: Die Erde in Gefahr. Moewig (Terra #356), 1964.
- Men on the Moon (1958)
- The Macabre Reader (1959)
- The Hidden Planet: Science-Fiction Adventures on Venus (1959)
  - Deutsch: Das Rätsel der Venus. Moewig (Terra Sonderband #62), 1962. Auch als: Science-Fiction-Stories 29. Ullstein 2000 #53 (2989), 1962, ISBN 3-548-02989-2.
- More Macabre (1961)
- More Terror in the Modern Vein (1961)
- More Adventures on Other Planets (1963)
- Swordsmen in the Sky (1964)
  - Deutsch: Bruder des Schwertes. Pabel (Terra Fantasy #10), 1975.
- Operation: Phantasy: The Best from The Phantagraph (1967)
- The Avon Fantasy Reader (1969)
- The 2nd Avon Fantasy Reader (1969)
- A Quintet of Sixes (1969)
- Ace Science Fiction Reader (1971, auch als Trilogy of the Future, 1972)
- The Best from the Rest of the World (1976)
- The DAW Science Fiction Reader (1976)

Anthologiereihen:
- World's Best Science Fiction (1965–1971, mit Terry Carr)
- Annual World's Best SF (1972–1990, zeitweise mit Arthur W. Saha)

Sachliteratur
- The Universe Makers: Science Fiction Today (1971)

## Verfilmungen
Auf Wollheims Kurzgeschichte Mimic, die er 1942 unter dem Pseudonym Martin Pearson veröffentlichte, basierte der Film Mimic – Angriff der Killerinsekten von 1997.  Auf diesen folgten die Filme Mimic 2 (2001) und Mimic 3: Sentinel (2003).